# Michele Lobaccaro
Michele Lobaccaro (Ventimiglia, 1965) è un musicista e compositore italiano, fondatore e autore del gruppo Radiodervish.

## Origini e formazione
Nato nella città di confine di Ventimiglia da genitori emigrati dalla Puglia passa la propria infanzia tra Italia, Francia e la Val Pellice dove frequenta le scuole di cultura Valdese.
Tornato in Puglia studia e si laurea in filosofia e comincia la sua formazione musicale da autodidatta.

## Stile
Nel campo musicale Michele Lobaccaro dà vita alla creazione di un vero e proprio laboratorio in cui far confrontare la sensibilità occidentale e quella orientale alla ricerca di un nuovo linguaggio musicale che collabori alla realizzazione di un nuovo riferimento utile all'affermarsi di una cultura italiana tollerante e di frontiera. Nelle canzoni grande cura è messa anche nei testi che risultano poetici e spesso rinviano a raffinate citazioni.

## Periodo Al Darawish
Si dedica alla composizione di canzoni e, ancora liceale, incontra Nabil Salameh, studente universitario, e nel 1988 dà vita al gruppo musicale Al Darawish. Gli Al Darawish sono una delle prime formazioni musicali italiane a praticare la contaminazione sonora con le culture musicali extraeuropee.
Nel 1993 arriva il primo album della band chiamato "Al Darawish" prodotto da "Il Pontesonoro" e che dà una notevole visibilità all'originale progetto musicale. Per la prima volta l'Italia vede formarsi esperienze musicali che, come i siciliani Kunsertu e i romani Handala e i torinesi Mau Mau, prefigurano una società italiana che sembra avviersi verso il multiculturalismo.
Nel 1996 viene pubblicato il secondo album della band Radiodervish, una raccolta di 10 brani tra le quali spicca Rosa di Turi canzone il cui testo nasce dall'incrocio tra una lettera di Antonio Gramsci e un canto di prigionieri politici delle carceri mediorientali, oltre che i versi del filosofo genovese Giuseppe Rensi.

## Discografia Al Darawish
- 1993 - Al Darawish
- 1996 - Radio Dervish

## Periodo Radiodervish
Nel 1997, sciolta la vecchia formazione degli Al Darawish, Michele Lobaccaro insieme al cantante Nabil Salameh e al polistrumentista Alessandro Pipino dà vita al nuovo gruppo: Radiodervish.
Nel 1998 lavora e registra il primo album della formazione Radiodervish, Lingua contro lingua (I dischi del mulo/PolyGram; riedito nel 2005 da Il manifesto), che frutta loro il Premio Ciampi come miglior esordio discografico dell'anno[1]. Il successo è consolidato negli anni successivi da un'intensa attività live, dalla partecipazione a varie trasmissioni televisive nazionali e dall'incontro e collaborazione con vari artisti (Rim Banna, Amal Morkus, Noa).
Nel 2001 esce Centro del mundo disco nel quale, oltre al brano che dà il titolo all'album, spesso suonato dai Radiodervish insieme a Noa, spicca la bellissima canzone d'amore "L'esigenza".
Nel 2004 in collaborazione con Saro Cosentino viene prodotto In search of Simurgh, una suite di musiche e canzoni liberamente ispirate al libro La Lingua degli Uccelli del poeta e mistico persiano Farid al-Din al-Attar. Nascosta alla fine del disco c'è una delicata Ave Maria.
Nel 2006 esce Amara Terra Mia (RadioFandango, distribuito Edel), contiene due versioni inedite di due classici di Domenico Modugno, la registrazione live dello spettacolo con Giuseppe Battiston, il video di "Amara terra mia" di Franco Battiato.
Nel 2007 viene pubblicato il disco L'immagine di te, produzione artistica di Franco Battiato e mixato da Pino Pischetola Pinaxa.
Nel 2009 dopo un viaggio a Gerusalemme esce l'album Beyond the sea, con la produzione artistica di Saro Cosentino, con brani con testi in arabo, inglese, francese e spagnolo. Unico brano in italiano è Tancredi e Clorinda: una rilettura in chiave contemporanea della famosa storia d'amore della Gerusalemme liberata di Torquato Tasso.
Nel 2010 in seguito ad un concerto con la Banda G.Verdi di Sannicandro di Bari viene registrato e pubblicato Bandervish, riarrangiamento per banda a cura di Livio Minafra di una serie di canzoni dei Radiodervish e di due brani tradizionali arabi: Fog el Nakhal e Lammabadà.
Nel maggio 2011 esce "Un'ala di riserva. Messa laica per Don Tonino Bello", messa mediterranea scritta da Lobaccaro con parti liturgiche e canzoni ispirate a scritti di Don Tonino Bello con la partecipazione di Franco Battiato, Caparezza, Nabil Salameh dei Radiodervish, Adria, Faraualla, Alessia Tondo, Antonio Castrignanò, Fabrizio Piepoli, Giovannangelo De Gennaro
Nel 2012  viene pubblicata con la rivista XL di Repubblica la compilation dei Radiodervish "Dal pesce alla luna"
Nel 2013 esce "Human" il nuovo disco con 10 inediti dei Radiodervish
Maggio 2013, insieme a Nabil Salameh debutta con un nuovo progetto musicale “Cuore Meridiano”.
Uno spettacolo reading inedito con il quale ci si immerge nei labirinti della memoria personale
e collettiva inseguendo il contrappunto musicale dei grandi cantautori mediterranei come G.Mustaki, F.De
Andre', Idir, D. Modugno, M.Teodorakis, Fairuz, M.Khalife, F.Battiato e altri artisti che hanno ispirato il
repertorio musicale dei Radiodervish.
Nel 2015 pubblica l’album “Café Jerusalem” come Radiodervish
Nel 2016 realizza il disco "Skanderband" con l'omonimo preogetto musicale italo-albanese
Nel 2018 esce l’album musicale “Il sangre e il sal” come Radiodervish
Nel 2019 pubblica l’album musicale “Classica” con l’Orchestra Filarmonica di Lecce e Radiodervish
Nel gennaio 2024 pubblica l’album musicale “Navigazioni intorno al Monte Analogo” come Michele Lobaccaro
Nel giugno 2024 viene dato alle stampe l'EP "Cuore meridiano" 
Nel maggio 2025 viene inaugureata la web radio "Centro del Mundo"

## Discografia Radiodervish
- 1998 -     Lingua contro lingua
- 2001 - In acustico
- 2002 -     Centro del Mundo
- 2004 - In search of Simurgh
- 2006 -     Amara terra mia
- 2007 -     L'immagine di te
- 2009 -     Beyond the sea
- 2010 -     Bandervish
- 2012 -     Dal Pesce alla luna
- 2013 –     Human
- 2015 –     Cafè Jerusalem
- 2018 –    Il Sangre e il Sal
- 2019 –     Classica
- 2015 –     Cuore Meridiano

## Altre iniziative
Lo sperimentalismo interculturale di Lobaccaro dà luogo anche a ricerche e sperimentazioni con musicisti provenienti dall'Albania come la violinista Anila Bodini, la cantante Meli Hajderaj e il clarinettista Genti Haxhademi.
Nel 2016 pubblica l'album Skanderband contenente brani di World Music Arbereshe e Albanese oltre ad alcuni intermezzi firmati dallo stesso Lobaccaro.
Per la Kosovara Radio Contact di Pristina esce un riarrangiamento del un brano tradizionale albanese "Doli Goca".
Nel 2008 collabora con il regista Gian Luca Bianco realizzando le musiche del cortometraggio "A piedi Nudi", presentato nell'agosto al festival MI-Cine di Buenos Aires
Nel 2009 realizza uno spettacolo con canzoni originali liberamente ispirate al romanzo di René Daumal: Il monte analogo.
Nel maggio 2011 è uscito "Un'ala di riserva. Messa laica per Don Tonino Bello", messa mediterranea scritta da Lobaccaro con parti liturgiche e canzoni ispirate a scritti di Don Tonino Bello con la partecipazione di Franco Battiato, Caparezza, Nabil Salameh dei Radiodervish, Adria, Faraualla, Alessia Tondo, Antonio Castrignanò, Fabrizio Piepoli, Giovannangelo De Gennaro,                                   Dal 2015 fino al 2025 organizza in Puglia e in Lombradia il Festival VIATOR menti, cuori e corpi lungo la via Francigena del Sud 
"Un'ala di riserva" diventa uno spettacolo con Fabrizio Piepoli e Alessandro Pipino e lo stesso Michele Lobaccaro portato in diversi festival e teatri, dal Festival della Letteratura di Mantova al Festival Biblico in Veneto.
Nel 2023 pubblica il Libro-video documentario "Visioni di Pace" che raccoglie riflessioni di Don Tonino Bello sul tema della pace con musiche tratte dalla Messa Laica per Don Tonino Bello composta da Michele Lobaccaro.
Nel 2024 pubblica il concept album Navigazioni intorno al Monte Analogo ispirato al romanzo di René Daumal Il Monte Analogo.

## Libri
Nel 2006 realizza con lo scrittore albanese Ron Kubati il libro: "San Nicola. Un'agiografia immaginaria" prodotto da Antonio Princigalli e distribuito da La Meridiana Edizioni. Una raccolta di racconti composti da scrittori migranti protagonisti della nuova scena letteraria italiana.
Sempre per La Meridiana Edizioni cura nel 2010 l'antologia di racconti "Tre Volte Dio. La linea sottile tra ebraismo , Cristianesimo ed Islam" con contributi di Moni Ovadia, Khaled Fouad Allam, Paola Caridi, Massimo Zamboni, Silvia Godelli, Christian Elia, Hafez Haidar, Gabriele Torsello e Eli Grunfeld.
Nel 2012 cura per le edizioni la meridiana il prodotto editoriale "I suoni dell'altro. Le musiche dell'ascesi" composta da un libro di MichaelDavide Semeraro, nel quale sono raccolte le riflessioni ispirate al concerto dell'edizione 2011 di Tre Volte Dio, e da un CD che contiene il reportage sonoro del concerto dove hanno partecipato Kudsi Erguner, Giovannangelo De Gennaro, Jeanette Yehoudian, Eitan Refua, Pippo Ark D'Ambrosio, Fabrizio Piepoli.

## Tre Volte Dio
Michele Lobaccaro è ideatore e curatore della manifestazione e premio al dialogo TRE VOLTE DIO che dal 2006 si svolge, in collaborazione con il Centro Interculturale Abusuan, ogni anno nella città di Bari e che nel 2010 si è svolta nella Torre di Davide di Gerusalemme: un incontro di dialogo letterario e musicale in occasione di tre feste sacre importanti per le tre grandi religioni del Libro: Ebraismo, Cristianesimo e Islam. L'edizione del 2011 ha visto a Bari svolgersi un concerto con Kudsi Erguner, Jeanette Yehoudian e Giovannangelo De Gennaro.Eitan Refua e Pippo Ark D'Ambrosio. Nell'edizione 2014 Tre Volte Dio ha avuto come ospite Franco Battiato.